# Josef ben Juda ibn Aknin
Josef ben Juda (ben Ja'aqov) ibn Aknin (* um 1150 in Barcelona; † um 1220) war ein spanisch-jüdischer Religionsphilosoph und Dichter.
Aus Barcelona gebürtig siedelte ibn Aknin nach Fès, einem der wichtigsten Orte im Reich der Almohaden, über. Zu seinen Schriften, in hebräischer und arabischer Sprache verfasst, zählen das Sefer ha-Musar (ein Kommentar zu Pirqe Avot), Tibb al-Nufus (ein psychologisches Werk), eine Einleitung in den Talmud u. a. Er übersetzte das „Große Buch der Musik“ (arabisch كتاب الموسيقى الكبير, DMG Kitāb al-mūsīqā al-kabīr) von al-Farabi aus dem Arabischen ins Hebräische.